# Pau Vallbona Vadell
Pau Vallbona Vadell (Calonge, 1942-Madrid, 24 d'abril de 2024) va ser un empresari i executiu mallorquí. Enginyer naval per la Universitat Politècnica de Madrid (1968) i MBA per IESE a la Universitat de Navarra. El 1970 traslladà la seva residència a Madrid.
Al llarg de la seva carrera professional en el si d'entitats i de grups empresarials de gran incidència en el conjunt de l'economia espanyola ha ocupat destacats càrrecs d'alta responsabilitat a les empreses del Grup March, Uralita, Ginés Navarro, Immobiliària San Beda, Simago o Centenos Alba.
Ha estat vicepresident del Banco Urquijo (1991-93), vicepresident de la Corporació Financera Alba des del 1993 i, des de 1995, era membre del Consell del Patronat de la Fundación Juan March i vicepresident de la Banca March. El 2007 va rebre el Premi Ramon Llull.